# Denise François-Geiger
Denise François-Geiger (* 1934; † Juni 1993 in Paris) war eine französische Linguistin und Romanistin.

## Leben und Werk
Denise François habilitierte sich 1971 bei André Martinet mit der Arbeit Un parler d'Argenteuil: Etude descriptive. La forme des unités (erschienen u.d.T. Français parlé. Analyse des unités phoniques et significatives d'un corpus recueilli dans la région parisienne, préface André Martinet, 2 Bde., Paris 1974). Sie besetzte den Lehrstuhl für allgemeine und angewandte Sprachwissenschaft der Universität Paris V und gründete dort 1986 das Centre d’Argotologie, in dem zu ihren Lebzeiten 14 Arbeitsdokumente erschienen und das 1993 in Centre de recherches argotologiques (CARGO) umbenannt wurde (Nachfolger: Jean-Pierre Goudaillier).

## Weitere Werke
- Les argots, in: Le langage, hrsg. von André Martinet, Paris 1968, S. 620–648
- (Hrsg.) Fonctionnalisme et syntaxe du français, in: Langue française 35, 1977
- Les Argots, in: Histoire de la langue française 1880-1914, Paris 1985
- L'Argoterie. Recueil d'articles, Paris 1989
- A la recherche du sens. Des ressources linguistiques aux fonctionnements langagiers, Paris 1990
- Thémata koinonikès kai Théorêtikes Glossologias, Athen 1991
- (Hrsg. mit Jean-Pierre Goudaillier) Parlures argotiques, in: Langue française 90, 1991.